# سلام عید پاک

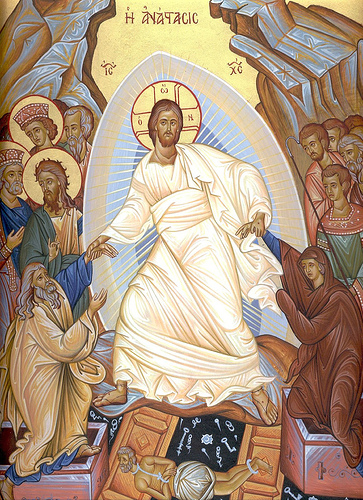
رستاخیز مسیح از میان مردگان، وصف شده در عهد جدید وصف شده سه روز پس از تصلیب عیسی در گلگتا رخ داده.

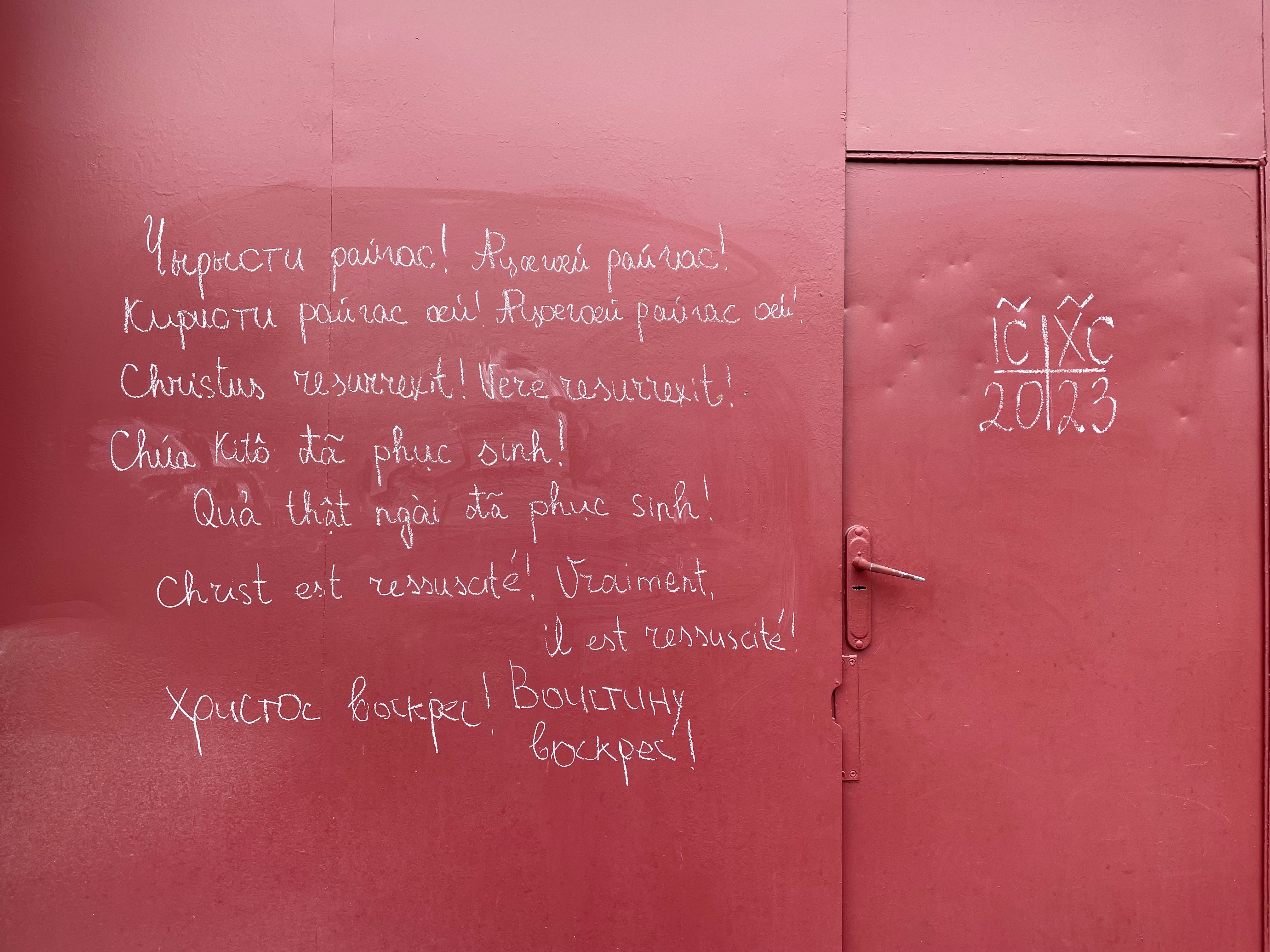
کتیبه" مسیح برخاسته است " در زبان‌های مختلف (از بالا به پایین): در اوستیایی (آهن و گویش دیگور), لاتین، ویتنامی، فرانسوی و روسی. ولادیکاوکاز، روسیه

سلام و احوالپرسی عید پاک آداب و رسومی است در عید پاک در میان مسیحیان کلیسای ارتدکس شرقی، ارتدوکسی مشرقی، و کلیسای کاتولیک شرقی. که در صبح روز یکشنبه عید پاک مسیحیان بر طبق کتاب مقدس اعتقاد دارند که عیسی مسیح پس از سه روز از میان مردگان برخاسته، به جای گفتن «سلام» یا «صبح بخیر» یا معادل آن، با گفتن «مسیح برخاسته است!» به یکدیگر سلام می‌گویند، و نیز مخاطب در جواب او می‌گوید: «حقیقتاً، او برخاسته است!» یا «به راستی که او برخاسته است!»
عید قیام یا عید پاک همان رستاخیز عیسی مسیح از میان مردگان است که یکی از آموزه‌های مسیحی که براساس آن عیسی مسیح به‌طورِ معجزه آسایی سه روز پس از مرگ خود و به صلیب کشیده شدنش، زنده می‌شود و به زندگی برمیگردد. عیسی مسیح در روز جمعه به صلیب کشید شد و در روزِ یکشنبه از میان مردگان برخاست. این اصل، اصلِ ایمان مسیحی و الهیاتِ مسیحی و بخشی از اعتقادنامه نیقیه یا مرامنامه نیسن است: بر اساس کتاب مقدس مسیحیان در روزِ سوم عیسی مجدداً از میان مردگان برخاست.
```
(مقایسه کنید) 
Matthew 27:64
, 
Matthew 28:6–7
, 
Mark 16:6
, 
Luke 24:6
, 
Luke 24:34
).
[
۱
]
[
۲
]
```

## سلام عید پاک در زبان‌های مختلف

### زبان‌های هندواروپایی
- زبان یونانی – Χριστὸς ἀνέστη! Ἀληθῶς ἀνέστη! (Khristós Anésti! Alithós Anésti!)
- زبان‌های اسلاوی
  - Church Slavonic – Хрїсто́съ воскре́се! Вои́стину воскре́се! (Hristos Voskrese! Voistinu voskrese!)
  - زبان بلاروسی – Хрыстос уваскрос! Сапраўды ўваскрос! (Hrystos uvaskros! Sapraŭdy ŭvaskros!)
  - زبان بلغاری – Христос възкресе! Наистина възкресе! (Hristos vyzkrese! Naistina vyzkrese!) or in Church Slavonic: Христос воскресе! Воистинну воскресе! (Hristos voskrese! Voistinu voskrese!)
  - زبان کرواتی – Krist uskrsnu! Uistinu uskrsnu!
  - زبان چکی – Kristus vstal z mrtvých! Vpravdě vstal z mrtvých!
  - زبان مقدونی
    - Traditional (as per Church Slavonic) – Христос воскресе! Навистина воскресе! (Hristos voskrese! Navistina voskrese!)
    - Vernacular – Христос воскресна! Навистина воскресна! (Hristos voskresna! Navistina voskresna!)

  - زبان لهستانی – Chrystus zmartwychwstał! Prawdziwie zmartwychwstał!
  - زبان روسی – Христос воскрес! Воистину воскрес! (Christos voskres! Voistinu voskres!)
  - زبان روسینی – Хрістос воскрес! Воістину воскрес! (Hristos voskres! Voistynu voskres!)
  - زبان صربی – Христос васкрсе! Ваистину васкрсе! (Christos vaskrse! Vaistinu vaskrse!) / Hristos vaskrse! Vaistinu vaskrse! or Христос воскресе! Ваистину воскресе! (Christos voskrese! Vaistinu voskrese!) / Hristos voskrese! Vaistinu voskrese!
  - زبان اسلواکی – Kristus vstal z mŕtvych! Skutočne vstal (z mŕtvych)! (although the Church Slavonic version is more often used: Christos voskrese! Voistinu voskrese!)
  - زبان اسلونیایی – Kristus je vstal! Zares je vstal!
  - زبان اوکراینی – Христос воскрес! Воістину воскрес! (Khrystos voskres! Voistynu voskres!)

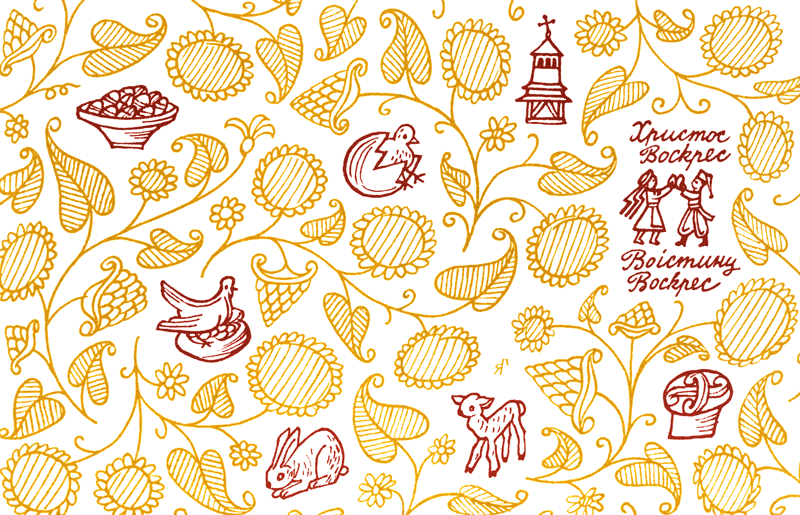
Ukrainian Easter card

- زبان آلبانیایی (Tosk) – Krishti u ngjall! Vërtet u ngjall!
- زبان ارمنی – Քրիստոս յարեա՜ւ ի մեռելոց: Օրհնեա՜լ է Յարութիւնն Քրիստոսի: (western dialect: Krisdos haryav i merelotz! Orhnyal e Haroutyunen Krisdosi!) Քրիստոս հարյա՜վ ի մեռելոց: Օրհնյա՜լ է Հարությունը Քրիստոսի: (eastern dialect: Khristos haryav i merelotz! Orhnyal e Harouthyoune Khristosi!) – (Lit: Christ is risen! Blessed is the resurrection of Christ!)
- زبان‌های ژرمنی
  - زبان‌های آنگلو-فریسی
    - زبان انگلیسی – "Christ is risen! Truly, He is risen!" or "Christ is risen! Indeed, He is risen!" or "He [or 'The LORD'] is risen! He [or 'The LORD'] is risen indeed!" or "Christ has risen! Indeed, He has!" or "Christ is risen! He is risen, indeed!"
      - کلیسای انگلستان – Alleluia! Christ is Risen! He is risen indeed! Alleluia![۳]
      - کلیسای اسقفی (ایالات متحده آمریکا) – Alleluia. Christ is Risen. The Lord is risen indeed. Alleluia.[۴]
      - زبان انگلیسی باستان – Crist aras! Crist soþlice aras! (Lit: Christ arose! Christ surely arose!)
      - انگلیسی میانه – Crist is arisen! Arisen he sothe!

    - Rastafarian – Krestos a uprisin! Seen, him a uprisin fe tru!

  - زبان دانمارکی – Kristus er opstanden! Sandelig Han er Opstanden!
  - زبان‌های فریسی – Kristus is opstien! Wis is er opstien!
  - زبان آلمانی – Christus (or: Der Herr) ist auferstanden! Er ist wahrhaft (or: wahrhaftig) auferstanden!
  - زبان ایسلندی – Kristur er upprisinn! Hann er sannarlega upprisinn!
  - زبان‌های فرانکی سفلی
    - زبان هلندی – Christus is opgestaan! Hij is waarlijk opgestaan! (هلند) or Christus is verrezen! Hij is waarlijk verrezen! (بلژیک)
    - آفریکانس – Christus het opgestaan! Hy het waarlik opgestaan!

  - زبان نروژی
    - بوکمل – Kristus er oppstanden! Han er sannelig oppstanden!
    - نروژی نو – Kristus er oppstaden! Han er sanneleg oppstaden!

  - زبان سوئدی – Kristus är uppstånden! Han är sannerligen uppstånden!
- زبان‌های ایتالی
  - زبان لاتین – Christus resurrexit! Resurrexit vere!
  - زبان‌های رومی
    - زبان آرومانی – Hristolu unghia! Daleehira unghia!
    - زبان کاتالان – Crist ha ressuscitat! Veritablement ha ressuscitat!
    - زبان فرانسوی – Le Christ est ressuscité! En verité il est ressuscité! or Le Christ est ressuscité! Vraiment il est ressuscité!
    - زبان گالیسی -Cristo resucitou! De verdade resucitou!
    - زبان ایتالیایی – Cristo è risorto! È veramente risorto!
    - زبان پرتغالی – Cristo ressuscitou! Em verdade ressuscitou! or Cristo ressuscitou! Ressuscitou verdadeiramente!
    - گویش پرونسی[نیازمند ابهام‌زدایی] – Lo Crist es ressuscitat! En veritat es ressuscitat!
    - زبان رومانیایی – Hristos a înviat! Adevărat a înviat!
    - زبان رومانش – Cristo es rinaschieu! In varded, el es rinaschieu!
    - زبان ساردنیایی – Cristu est resuscitadu! Aberu est resuscitadu!
    - زبان سیسیلی – Cristu arrivisciutu esti! Pibbiru arrivisciutu esti!
    - زبان اسپانیایی – ¡Cristo resucitó! ¡En verdad resucitó!
    - زبان والون – Li Crist a raviké! Il a raviké podbon!
- زبان‌های بالتیک
  - زبان لتونیایی – Kristus (ir) augšāmcēlies! Patiesi viņš ir augšāmcēlies!
  - زبان لیتوانیایی – Kristus prisikėlė! Tikrai prisikėlė!
- زبان‌های سلتی
  - زبان‌های گیلیک‌تبار
    - زبان‌های گیلیک‌تبار – Asréracht Críst! Asréracht Hé-som co dearb!
    - زبان ایرلندی – Tá Críost éirithe! Go deimhin, tá sé éirithe!
    - زبان مانکس – Taw Creest Ereen! Taw Shay Ereen Guhdyne!
    - گیلیک اسکاتلندی – Tha Crìosd air èiridh! Gu dearbh, tha e air èiridh!

  - زبان‌های بریتونی
    - زبان برتون – Dassoret eo Krist! E wirionez dassoret eo!
    - زبان کورنی – Thew Creest dassorez! En weer thewa dassorez!
    - زبان ولزی – Atgyfododd Crist! Yn wir atgyfododd!
- زبان‌های هندوایرانی
  - زبان فارسی – مسیح برخاسته است! به راستی برخاسته است!‎
  - زبان هندوستانی – येसु मसीह ज़िन्दा हो गया है! हाँ यक़ीनन, वोह ज़िन्दा हो गया है! - یسوع مسیح زنده هو گیا هی! هاں یقیناً، وه زنده هو گیا هی!‎ (Yesu Masih zinda ho gaya hai! Haan yaqeenan, woh zinda ho gaya hai!)
  - زبان مرآتی – Yeshu Khrist uthla ahe! Kharokhar uthla ahe!

### زبان‌های آفروآسیایی
- زبان‌های سامی (آفریقایی–آسیایی)
  - زبان عربی – المسیح قام! حقا قام!‎ (al-Masīḥ qām! Ḥaqqan qām!) or المسیح قام! بالحقیقة قام!‎ (al-Masīḥ qām! Bi-l-ḥaqīqati qām!)
  - زبان‌های آرامی
    - زبان سریانی – ܡܫܝܚܐ ܩܡ! ܫܪܝܪܐܝܬ ܩܡ! (Mshiḥa qām! sharīrāīth qām! or Mshiḥo Qom! Shariroith Qom!)
    - Neo-Syriac – ܡܫܝܚܐ ܩܡܠܗ! ܒܗܩܘܬܐ ܩܡܠܗ! (Mshikha qimlih! bhāqota qimlih!)
    - گویش طوریه – ܡܫܝܚܐ ܩܝܡ! ܫܪܥܪܐܝܬ ܩܝܡ! (Mshiḥo qāyem! Shariroith qāyem!)

  - زبان‌های آفریقایی شرقی
    - زبان تیگرینیا – (Christos tensiou! Bahake tensiou!)
    - زبان امهری – (Kristos Tenestwal! Bergit Tenestwal!)

  - زبان عبری – המשיח קם! באמת קם! (Hameshiach qam! Be'emet qam!)
  - زبان مالتی – Kristu qam! Huwa qam tassew! or Kristu qam mill-mewt! Huwa qam tassew!
- زبان‌های مصری
  - زبان قبطی – ΠιχρίςΤος αϥτωΝϥ! ϦΕΝ οΥΜεθΜΗι αϥτωΝϥ! (Pikhristos Aftonf! Khen oumethmi aftonf!)

### زبان‌های کارتولی
- زبان مگرلی — „ქირსექ გენთანდჷ! ღორონთუმე!“ (Qirseq getand'! Ghorontume!)
- زبان گرجی – ქრისტე აღსდგა! ჭეშმარიტად აღსდგა! (Kriste aghsdga! Cheshmaritad aghsdga!)

### زبان‌های قفقازی شمال غربی
- زبان آبخازی – Kyrsa Dybzaheit! Itzzabyrgny Dybzaheit!

### زبان‌های دراویدی
- تامیل - கிறிஸ்து உயிர்த்தெழுந்தார், மெய்யாகவே அவர் உயிர்த்தெழுந்தார்.
- زبان مالایالم – ക്രിസ്തു ഉയിര്ത്തെഴുന്നേറ്റു! തീര്ച്ചയായും ഉയിര്ത്തെഴുന്നേറ്റു! (Christu uyirthezhunnettu! Theerchayayum uyirthezhunnettu!

### زبان‌های اسکیمو-آلوت
- Aleut – Kristus aq ungwektaq! Pichinuq ungwektaq!
- Yupik languages – Xris-tusaq Ung-uixtuq! Iluumun Ung-uixtuq!

### زبان مایایی
- Tzotzil - Icha'kuxi Kajvaltik Kristo! Ta melel icha'kuxi!
- Tzeltal - Cha'kuxaj Kajwaltik Kristo! Ta melel cha'kuxaj!

### زبان‌های آسترونزیایی: Malayo-Polynesian
- Carolinian – Lios a melau sefal! Meipung, a mahan sefal!
- زبان سبوانو – Si Kristo nabanhaw! Matuod nga Siya nabanhaw!
- زبان سبوانو – Hi Kristo nabanwaw! Matuod nga Hiya nabanhaw!
- زبان چامورو – La'la'i i Kristo! Magahet na luma'la' i Kristo!
- زبان فیجیایی – Na Karisito tucake tale! Io sa tucake tale!
- زبان فیلیپینی – Si Kristo ay nabuhay! Totoo, Siya nga ay nabuhay!
- زبان هاوایی – Ua ala aʻe nei ʻo Kristo! Ua ala ʻiʻo nō ʻo Ia!
- زبان اندونزیایی – Kristus telah bangkit! Dia benar-benar telah bangkit!
- زبان کاپامپانگان – Y Cristo sinubli yang mebie! Sinubli ya pin mebie!
- زبان مالاگاسی – Nitsangana tamin'ny maty i Kristy! Nitsangana marina tokoa izy!

### زبان‌های آستروآسیایی: مون-خمر
- زبان خمر - Preah Christ mean preah choan rous leong vinh! trung mean preah choan rous leong vinh men!
- زبان ویتنامی - Chúa ki-tô đã phục sinh! qu̓a thật ngài đã phục sinh!

### زبان باسکی
زبان باسکی – Cristo Berbiztua! Benetan Berbiztua!

### زبان ژاپنی
زبان ژاپنی – ハリストス復活！実に復活！ (Harisutosu fukkatsu! Jitsu ni fukkatsu!)

### زبان کره‌ای
زبان کره‌ای – 그리스도 부활하셨네! 참으로 부활하셨네! (Geuriseudo Buhwalhasheotne! Chameuro Buhwalhasheotne!)

### زبان‌های نا دنه
- زبان‌های آتاباسکی
  - زبان ناواهو – (به ناواهو Christ daaztsą́ą́dę́ę́ʼ náádiidzáá! Tʼáá aaníí daaztsą́ą́dę́ę́ʼ náádiidzáá!)
- Tlingit – Xristos Kuxwoo-digoot! Xegaa-kux Kuxwoo-digoot!

### زبان‌های نیجر-کنگو
- زبان لوگاندا – Kristo Ajukkide! Kweli Ajukkide!
- زبان سواحلی – Kristo Amefufukka! Kweli Amefufukka!
- زبان کیکویو – Kristo ni muriuku! Ni muriuku nema!

### زبان‌های کچوایی
- زبان کچوا – Cristo causarimpunña! Ciertopuni causarimpunña!

### زبان‌های ترکی
- زبان ترکی استانبولی – Mesih dirildi! Hakikaten dirildi!
- زبان اویغوری – ئه‌یسا تیریلدی! هه‌قیقه‌تینلا تیریلدی!‎ (Əysa tirildi! Ⱨəⱪiⱪətinla tirildi!)
- زبان ترکی آذربایجانی – Məsih dirildi! Həqiqətən dirildi!
- زبان چوواشی – Христос чĕрĕлнĕ! Чăн чĕрĕлнĕ! (Khristós chərəlnə! Chæn chərəlnə!)
- زبان ازبکی – Масих тирилди! Хақиқатдан тирилди! (Masih tirildi! Haqiqatdan tirildi!)

### زبان‌های چینی-تبتی
- زبان ماندارین – 基督復活了! 他確實復活了! (Jidu fuhuo-le! Ta queshi fuhuo-le!)

### زبان‌های اورالی
- زبان استونیایی – Kristus on üles tõusnud! Tõesti, Ta on üles tõusnud!
- زبان فنلاندی – Kristus nousi kuolleista! Totisesti nousi!
- زبان مجاری – Krisztus feltámadt! Valóban feltámadt!

### زبان فراساخته
- زبان میانجی جهانی
  - زبان اسپرانتو – Kristo leviĝis! Vere Li leviĝis!
  - زبان ایدو – Kristo riviveskabas! Ya Il rivivesakabas!
  - زبان اینترلینگوا – Christo ha resurgite! Vermente ille ha resurgite! or Christo ha resurrecte! Vermente ille ha resurrecte!
- کوئنیا –  (Hristo Ortane! Anwave Ortanes!)
- زبان کلینگان – Hu'ta' QISt! Hu'bejta'!
- توکی پونا – jan sewi Kolisu li tawa tan moli! ni li lon: ona li tawa tan moli!
- زبان دوتراکی – Khal Asvezhvenanaz yathoay! Me Yathoay Me nem nesa!
- الدر اسکورولز ۵: اسکایرم - Saviik los alok! Rok los vahzah alok!